# Morgny-la-Pommeraye
Morgny-la-Pommeraye is een gemeente in het Franse departement Seine-Maritime (regio Normandië) en telt 892 inwoners (1999). De plaats maakt deel uit van het arrondissement Rouen.

## Geografie
De oppervlakte van Morgny-la-Pommeraye bedraagt 6,5 km², de bevolkingsdichtheid is 137,2 inwoners per km².

## Verkeer en vervoer
In de gemeente ligt spoorwegstation Morgny.
De onderstaande kaart toont de ligging van Morgny-la-Pommeraye met de belangrijkste infrastructuur en aangrenzende gemeenten.

## Demografie
Onderstaande figuur toont het verloop van het inwonertal (bron: INSEE-tellingen).